# Peter von Navarra

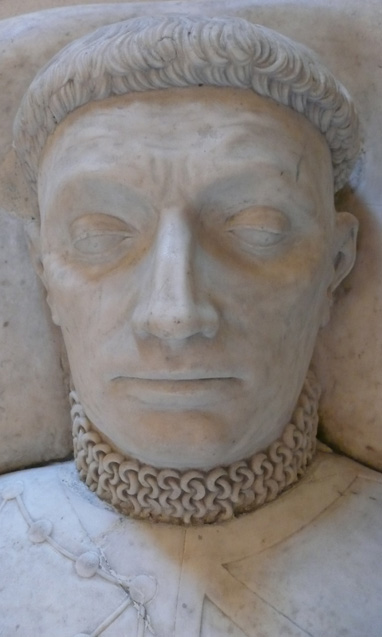
Grabtumba Peters von Navarra im Louvre (Detail)

Wappen Peters von Navarra

Peter von Navarra, auch Peter von Mortain, (frz. Pierre de Navarre bzw. Pierre de Mortain, * 31. März 1366 in Évreux; † 29. Juli 1412 in Sancerre) war Graf von Mortain. Er war der dritte Sohn von Karl II. der Böse (Charles II. le Mauvais), König von Navarra und Graf von Évreux, und Johanna von Frankreich (1343–1373).

## Biographie
Peter von Navarra wuchs am französischen Königshof gemeinsam mit dem späteren König Karl VI. auf, dessen untrennbarer Gefährte er wurde. Ab 1376/77 trug er den Titel eines Grafen von Mortain, scheint aber die Grafschaft 1378 im Zusammenhang mit den Auseinandersetzungen seines Vaters mit dem französischen König an die Krone verloren und erst am 21. Mai 1401 von Karl VI., jetzt als Grafschaft und Pairie, zurückbekommen zu haben. Allerdings weist das Armorial de la Cour Amoureuse vom 6. Januar 1401 ihn als „Pierre filz de Roy de Navarre / Conte de Mortaing“ aus.
Etwa zur gleichen Zeit (1404) verzichtete sein älterer Bruder Karl III., seit 1387 König von Navarra, durch einen Vertrag endgültig auf die Grafschaft Évreux (die an die Krone ging) sowie auf seine Ansprüche auf Champagne und Brie, erhielt dafür die zum Herzogtum und zur Pairie erhobene Grafschaft Nemours sowie eine Rente von 12.000 Livres sowie eine Abfindung von 20.000 Écu. Peter von Navarra zeichnete die Vereinbarung am 25. Juni 1404 gegen, er war nun ehemaliger Graf von Mortain, aber weiterhin Comte und Pair de France sowie Stellvertreter seines Bruders in dessen Gebieten in Frankreich, so wie er dies bereits bei seinem Vater gewesen war.
Er heiratete im August 1411, also in schon fortgeschrittenem Alter, Katharina von Alençon, Tochter von Peter II., Graf von Alençon und Marie de Chamailard. Er starb aber bereits im Jahr darauf im Zusammenhang mit der Belagerung von Bourges, bei der er Karl VI. zur Seite gestanden hatte. Die Ehe war kinderlos geblieben. Peter von Navarra wurde im Kartäuserkloster in Paris bestattet.
Katharina von Alençon heiratete 1413 in zweiter Ehe Herzog Ludwig VII. von Bayern-Ingolstadt, den Bruder der Königin Isabeau.